# 讴歌

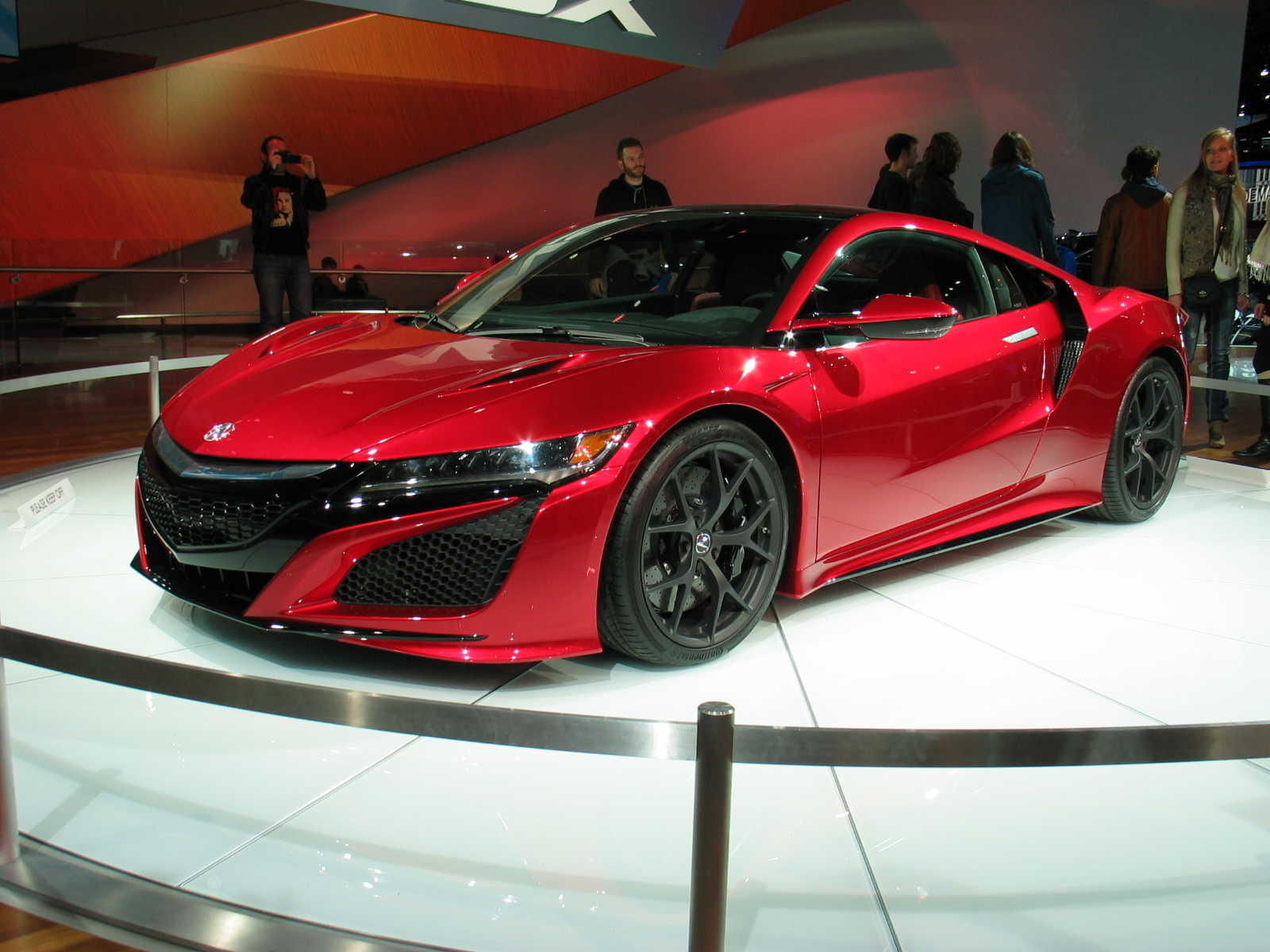
2016 Acura NSX（又名本田NSX）

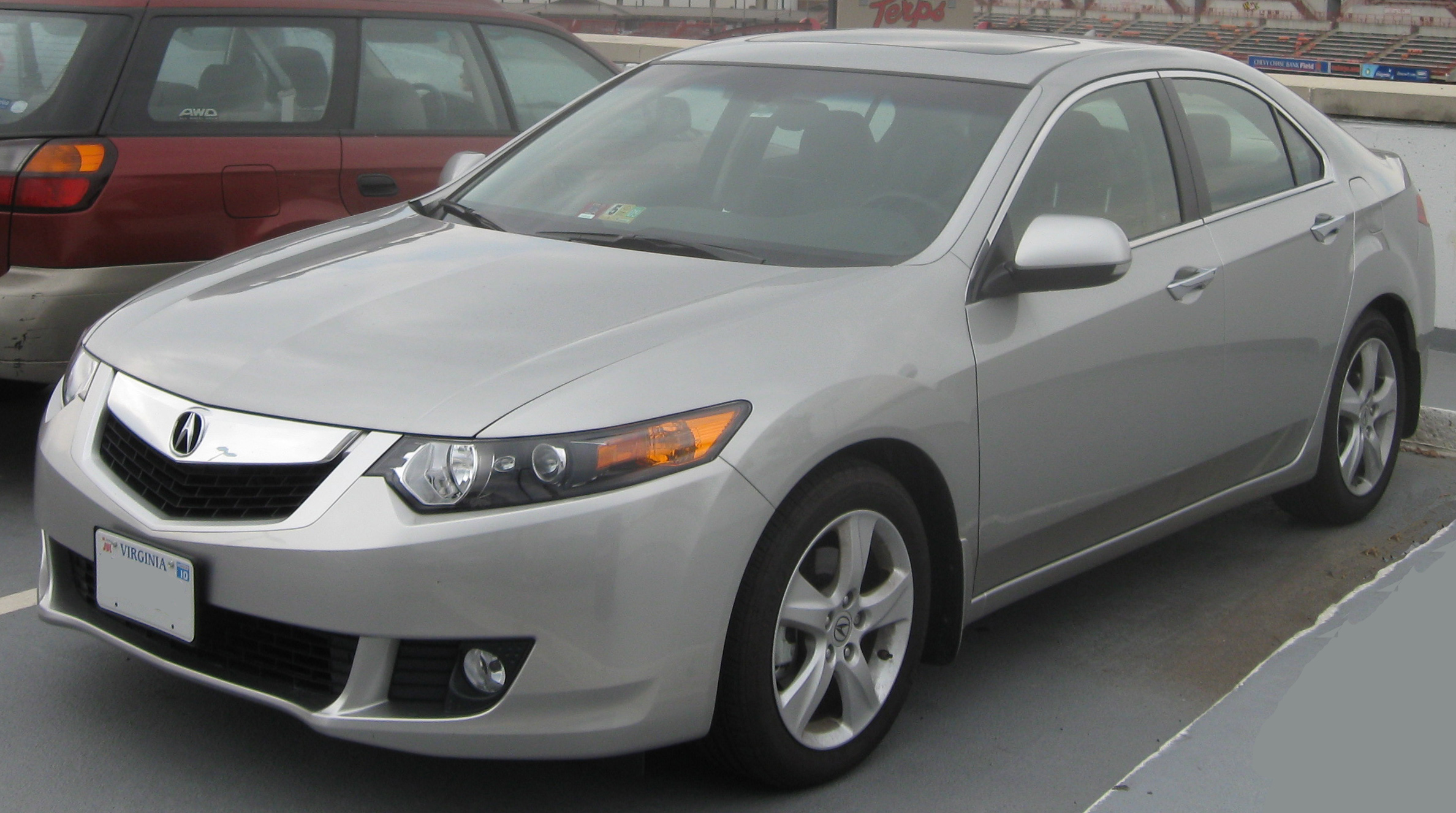
2009 Acura TSX房車

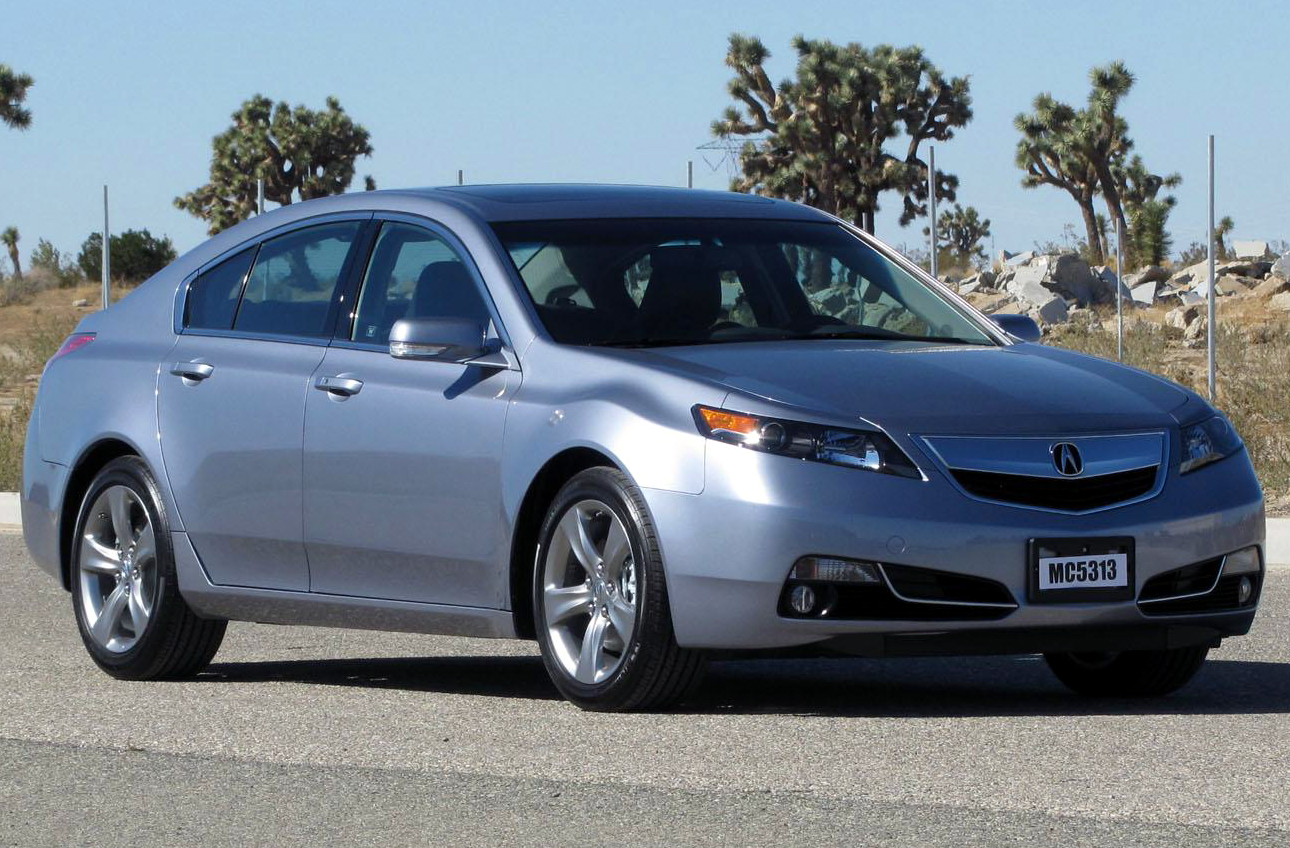
2012 Acura TL

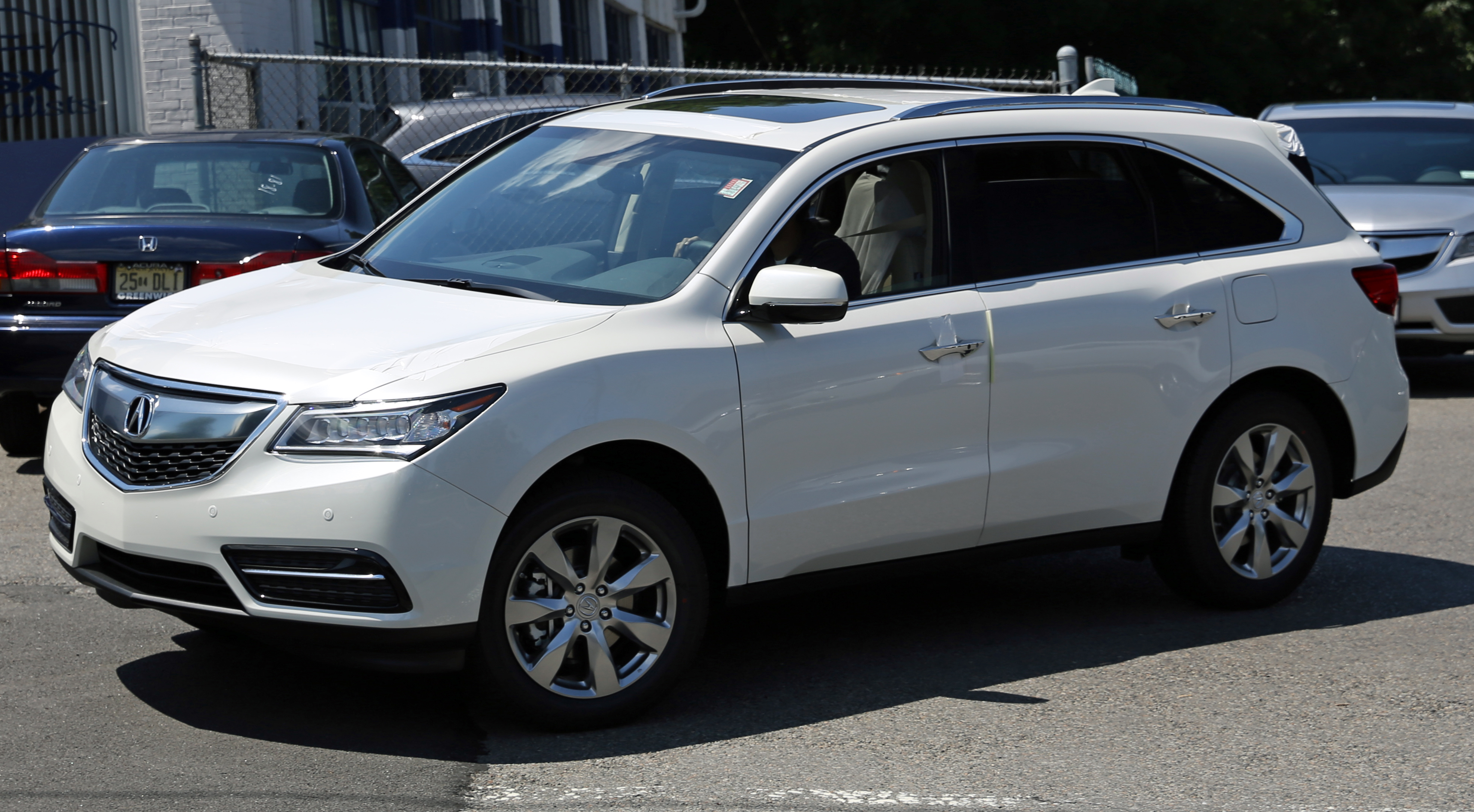
2014 Acura MDX跨界休旅

是日本本田汽車旗下的豪華汽車品牌，主要面向北美市場經營，在其他地區則僅用本田品牌行銷。於1986年3月27日创立，和凌志（Lexus）、Infiniti（Infiniti）並列為日本三大豪華汽車品牌，是日本車廠在海外創立的第一個豪華汽車品牌。

## 历史
二十世纪八十年代早期，随着石油危机的远去及经济复苏的到来，美国汽车市场针对豪华车型的需求量激增，竞争异常激烈。
1986年3月27日，日本本田在美国创立了豪华车品牌：Acura，最先推出了Legend（又名本田里程）和Integra两款汽车。很快赢得了好评，仅仅一年多的时间，Acura就成为全美进口豪华车的销售冠军，使得丰田和日产两大日本汽车制造商宣布计划成立自己的豪华车事业部凌志和Infiniti。
从八十年代到九十年代，Acura销量持续攀升，在J.D.Power的顾客满意度调查中，Acura一直名列前茅。Acura不仅对豪华车进行了重新诠释，而且还改变了豪华车的市场，使其从少数品牌的缓慢演变发展到众多品牌的激烈竞争。
Acura於2004年引進墨西哥市場，并於2006年9月品牌诞生20周年之际引进到中國大陸市场。Acura非常注重汽车的“驾乘乐趣”，强调“运动豪华”，并以本田的SH-AWD（超级四轮驱动力自由控制系统）和VTEC（可变气门正时和升程电子控制系统）以及G-CON等三大系统为核心技术打造汽车。
本田原本在2005年12月宣佈計劃於2008年引進Acura品牌到日本市場、推出四至五款車在日本銷售，但2008年12月取消此計劃。
2013年7月17日，本田与广汽集团就讴歌品牌在中国的事业规划达成基本协议，将Acura品牌正式引入中華人民共和國。2016年1月，本田和广汽宣布通过广汽本田建立广汽本田汽车销售有限公司，负责广汽讴歌的品牌运营，并计划同年年中开始讴歌车型的本土化制造。截至2021年10月，Acura共有两款在中華人民共和國地区销售的本土生产车型。2022年，本田停止讴歌品牌在中国的銷售。

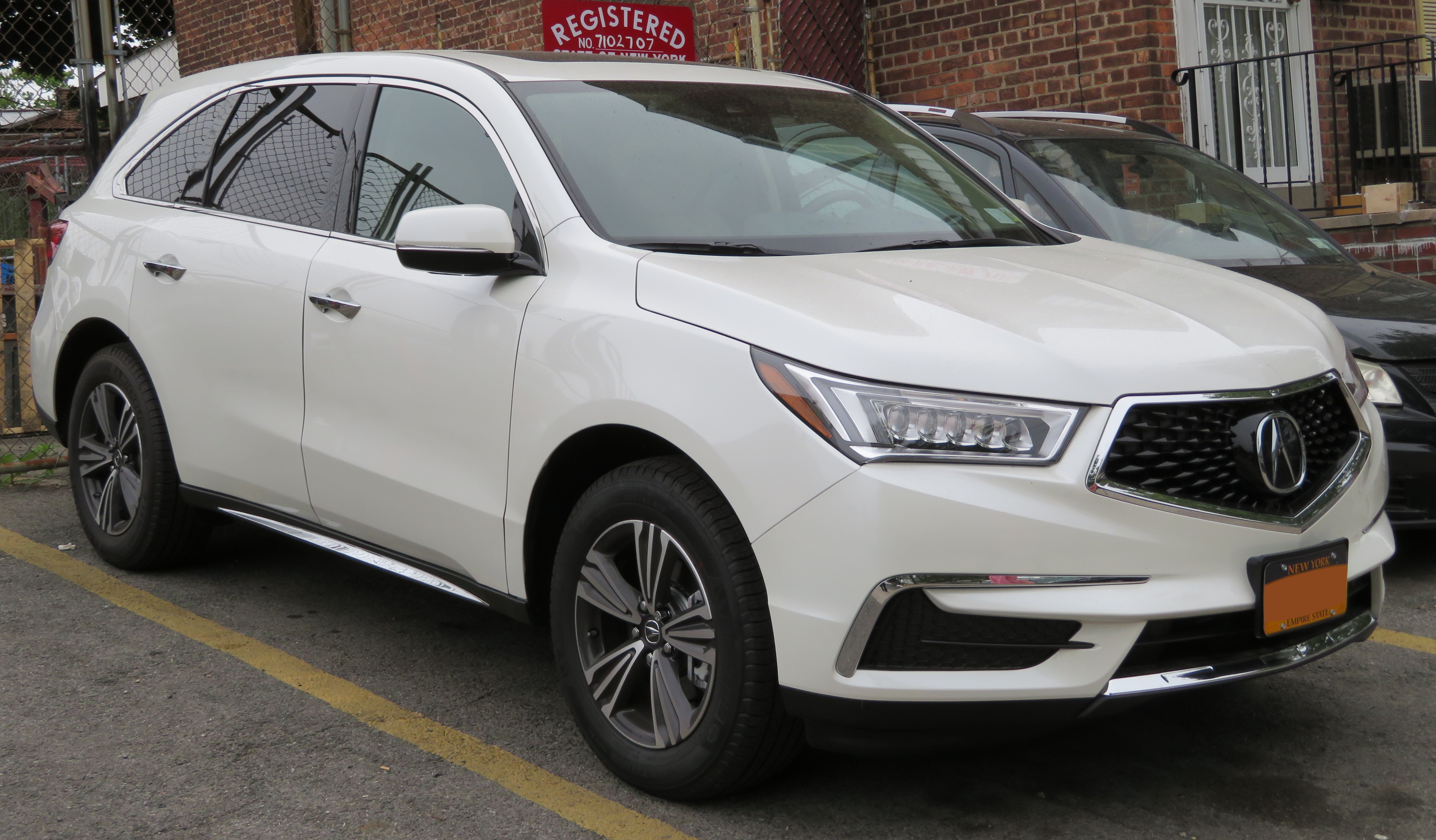
第三世代 2014 Acura MDX

## 赛车运动
Acura自成立以来曾参与多项北美赛车比赛，特别是美国跑车俱乐部 (SCCA) 举办的房车系列赛和 IMSA GT 锦标赛，近年则同时参与GT世界挑战赛北美系列赛及国际赛车运动协会跑车锦标赛两项赛事。

### 房车赛事
Acura于1996年与Realtime车队合作，以NSX车型参加SCCA房车挑战赛，并于该赛季最后两场比赛获胜。1997年，讴歌又将Integra车型引入SCCA低组别比赛，并于该年度在顶级组别及低组别均获得总冠军。而在1998年讴歌与Realtime车队以Integra车型重回房车赛场，虽然这一合作在1999年以微弱差距痛失总冠军，但2000年及2001年讴歌又再次夺回总冠军。
2001年-2002年，Acura以NSX车型重回房车赛事顶级组别，并于2002年使用RSX车型替代在低组别中已使用多年的Integra，而在2004年Acura又将TSX车型引入低组别赛事，2017年则推出NSX GT3车型参与房车赛事。
截至2021年，讴歌以NSX GT3车型参与IMSA GT锦标赛GTD组别，以及GT世界挑战赛北美系列赛。

### 耐力赛事
1991年，Acura与Comptech达成协议，将本田NSX的V6发动机应用在Spice Engineering车队的原型车上，并于该年度赢得IMSA GT 锦标赛轻量级组别冠军及第一次代托纳24小时耐力赛组别胜利。随后于1992及1993年，Acura与 Comptech Racing的合作又继续拿下了两次轻量级组别冠军，并于1992年代托纳24小时耐力赛和1993年賽百靈12小時耐力賽上获得两次组别冠军，但在1996年前因IMSA更改规则而退出原型车赛事。
在2006年的底特律车展上，Acura宣布从2007赛季起与多支车队合作，参加北美利曼系列赛LMP2组别，从而再次涉足原型车赛事，参赛的赛车使用美国制造的Acura V8引擎，这也是Acura和本田首次推出和使用此类引擎。同时，Acura還參與2008年利曼24小時耐力賽，並於2009年以整車形式參與利曼賽事。
2006年末，Acura宣布安德烈提格林車隊、费尔南德斯车队(Fernández Racing)及海克罗夫特车队(Highcroft Racing)将以厂队身份参与耐力赛事，使用Acura ARX-01赛车参加比赛，引擎则由英国的萝拉汽车及法国的Courage Compétition打造。而在2007年赛百灵12小时的首秀中，安德烈提車隊取得全场第2位及LMP2组别第1的成绩，费尔南德斯车队取得全场第3，海克罗夫特车队取得全场第6，并击败了同组别的保时捷赛车。ARX-01赛车在2007-2011年期间在欧洲及美国赛场共取得24次组别胜利，并取得3次车队总冠军，2次制造商冠军及3次车手总冠军。
2009年，Acura推出Acura ARX-02a赛车，这是Acura重回耐力赛事后的第一台LMP1规格赛车，也是第一台完全由讴歌自行设计的原型车，这款赛车取得了7次胜利，8个杆位及7个最快圈速。
2010年之后，Acura的ARX系列原型赛车改由本田高性能部门研发，所有赛车也以本田高性能部门名义冠名，此后推出的Acura ARX-03取得了多场比赛的胜利，並取得4個北美利曼系列賽車隊組別冠軍、製造商冠軍及車手冠軍，但2016-2017年Acura並未參與任何賽事。
2018年起，Acura与Oreca合作，以DPi组别原型车讴歌ARX-05赛车重回北美耐力赛场，先後与潘世奇车队、Meyer Shank车队及韦恩·泰勒车队合作参赛，共取得2个国际赛车运动协会跑车锦标赛车队冠军、制造商冠军及车手冠军，并取得8场比赛胜利，14次杆位及7个最快圈。

## 車款

### 現行型號
- CDX（英语：Acura CDX） - 小型豪華休旅車，有混動版本(-至2022)
- RDX - 中型豪華休旅車
- MDX（英语：Acura MDX） - 大型豪華休旅車
- TLX（英语：Acura TLX） - 中型豪華運動房車
- Integra（英语：Acura Integra） - 入門級豪華小房車
- NSX - 混合動力四驅跑車 (-至2022)

## 外部連結
- Acura USA（美國）
- Acura Canada（加拿大）
- Acura Newsroom
- 中國讴歌（頁面存檔備份）
- 香港極品（頁面存檔備份）